# Конституция Сан-Томе и Принсипи
Конституция Сан-Томе и Принсипи (порт. Constituição da República Democrática de São Tomé e Príncipe) — правовая основа Демократической Республики Сан-Томе и Принсипи.
Впервые была принята 5 ноября 1975 года. В 1980, 1987 и 1990 годах были внесены изменения в конституцию.
Правовая система Сан-Томе и Принсипи входит в романо-германскую правовую семью и следует в целом португальскому образцу. Основные кодексы унаследованы от бывшей метрополии. Определённую роль, особенно у сельского населения, играет обычное африканское право.
Текст действующей Конституции был принят Национальным собранием страны 25 января 2003 года и опубликован в СМИ 29 января 2003 года.